# Гожиці (гміна, Водзіславський повіт)
Гміна Гожиці (пол. Gmina Gorzyce) — сільська гміна у південній Польщі. Належить до Водзіславського повіту Сілезького воєводства.
Станом на 31 грудня 2011 у гміні проживало 20556 осіб.

## Територія
Згідно з даними за 2007 рік площа гміни становила 64.47 км², у тому числі:
- орні землі: 65.00%
- ліси: 13.00%

Таким чином, площа гміни становить 22.47% площі повіту.

## Населення
Станом на 31 грудня 2011:
| Опис     | Загалом | Загалом | Чоловіки | Чоловіки | Жінки | Жінки |
| -------- | ------- | ------- | -------- | -------- | ----- | ----- |
| одиниця  | осіб    | %       | осіб     | %        | осіб  | %     |
| все      | 20556   | 100     | 10164    | 49.45    | 10392 | 50.55 |
| міське   | 0       | 100     | 0        |          | 0     |       |
| сільське | 20556   | 100     | 10164    | 49.45    | 10392 | 50.55 |

## Сусідні гміни
Гміна Гожице межує з такими гмінами: Водзіслав-Шльонський, Годув, Кшижановіце, Любомія.